# わかぎゑふ
わかぎ ゑふ（わかぎ えふ、1959年2月13日 - ）は、日本の女優、劇作家、演出家、エッセイスト。旧芸名、若木え芙、わかぎえふ。
大阪府出身。劇団リリパットアーミーII所属、座長を務める。玉造小劇店主宰。所属事務所はオフィスPSC。夫はリリパットアーミーII所属の俳優・演出家の朝深大介。

作家としての代表作は『大阪の神々』（2003年，ISBN 978-4-08-747608-8）及び『小説リトル・チャロ』（2009年，ISBN 978-4-14-005564-9）。

## 略歴
大阪で、外国航路の船長であった明治生まれの父親とその後妻である母親の間の一粒種として生まれる。兄たちは父の先妻の子で全て戦前の生まれという特異な家庭環境にあり、「自分より年上の甥、姪がいる」という複雑な立場。60を過ぎてなお浮気を繰り返す粋な好色家で世間慣れした父親と夫の浮気にも動じない女傑の母親との教育により、タフなキャラクターに育てられた。両親にはユニークな逸話が多く父親に幼い頃から「キスはあいさつだ」と騙されてキスされていたこと、母親が老いてなお居合抜きを修行して達人となってしまったことなどの珍談奇談が自らのエッセイで多数明かされている。
相愛中学校・高等学校在学中、友達同士の洒落で「若木一族」という役者もどきの芸名を集団で使うことになり本名のイニシャル「F」から「わかぎえふ」と名乗った。現在に至る芸名の由来である。
高校卒業後、演劇に関心を持ちつつアルバイトやOLなど職業を転々とするが、その過程で後に座長で作家となる、コピーライターの中島らもと知り合い、「中島らも事務所」の秘書になる。1986年に中島と劇団「笑殺軍団リリパットアーミー」を旗揚げ。
2000年に（財）大阪市女性協会きらめき賞、2001年にラックシステム「お祝い」の作・演出で大阪舞台芸術奨励賞、2011年に「紅姉妹/べにしまい」で第11回バッカーズ演劇奨励賞を受賞。
2009年、新神戸オリエンタル劇場芸術監督に就任。就任記念公演「ジョアンナ」では、脚本・演出を務めた。
私生活では、対外的には長年独身を続けたが、実際は中島らもの公私におけるパートナーとして広く知られていた。中島と別れた後、1997年に同じ劇団員の朝深大介と結婚している。

## 人物
世話焼きのいい大阪のお姉さん体質。この性格から、劇団の座長として後進の指導に積極的に当たっている。
小さい頃は水泳か剣道でオリンピックに出たかった。が、剣道はオリンピックの種目に無く、断念。水泳ではオリンピックの強化選手に選ばれたこともある。
伝統芸能にも関心が深く、新作狂言に挑戦し、自ら舞台に立つという異例中の異例の事を成し遂げた。
関西テレビ「FNNスーパーニュースアンカー」2014年7月28日放送・LGBT特集内で、女性と交際経験ありと告白。

## 作品

### テレビアニメ
- リトル・チャロ（NHK教育テレビジョン） - 原作
- リトル・チャロ2 - 原作
- リトル・チャロ〜東北編〜 - 原作

## 出演
- カンテレ通信（関西テレビ） - レギュラーコメンテーター
- 新・にっぽんの芸能「狂言で大活躍!　わわしい女たち」（2023年2月10日、NHK Eテレ）- ゲスト[3]

## 著作

### 単著
- 『のぞきからくり気分』淡交社, 1993.10 のち双葉文庫
- 『女体の神秘』講談社, 1993.7 のち双葉文庫
- 『すみっこのすみっこ』双葉社, 1993.8 のち文庫
- 『OL放浪記』集英社, 1995.3 のち集英社文庫
- 『ばかのたば』大和出版, 1995.5 のち集英社文庫
- 『それは言わない約束でしょ?』マガジンハウス, 1996.11 のち集英社文庫
- 『秘密の花園』チャンネルゼロ, 1997.2 のち集英社文庫
- 『ぬくい女』双葉社, 1997.7 のち文庫
- 『男体動物 若旦那に愛をこめて』講談社, 1998.5 のち文庫
- 『ばかちらし』大和出版, 1998.8 のち集英社文庫
- 『太りすぎの雲』講談社, 2000.9 「笑ってる猫」(講談社文庫) 2003.12
- 『花咲くばか娘』大和出版, 2001.10 のち集英社文庫
- 『トクする女 みちづれのススメ』中央公論新社, 2002.11
- 『大阪娘、地球に迷う』枻出版社, 2002.12  「大阪人、地球に迷う」(集英社文庫) 2008.7
- 『大阪弁の詰め合わせ あかん～わや』講談社, 2003.11 のち文庫
- 『イブの抜け穴』白泉社, 2003.4
- 『大阪の神々』(集英社文庫) 2003.8
- 『より道体質 人生はまっすぐ進まない』西垣成雄 (編集)ロコモーションパブリッシング、2005
- 『大阪弁の秘密』(集英社文庫) 2005.11
- 『いかん。あかん。よう言わん!!』(角川文庫) 2005.3
- 『大阪人の掟』(集英社文庫) 2007.7
- 『小説リトル・チャロ』日本放送出版協会, 2009.6 のち角川文庫
- 『正しい大阪人の作り方』(集英社文庫) 2010.5
- 『「はい」と言わない大阪人』ベストセラーズ, 2011.9
- 『芝居上手な大阪人』ベストセラーズ, 2014.3

### 共著
- 『じんかくのふいっち』中島らも共著. マガジンハウス, 1992.9 のち双葉文庫
- 『リリパット・アーミー』中島らも共著 角川書店, 1995.12 のち角川文庫（「しこみ篇」「ばらし篇」）
- 『じんかくのふいっち 2』中島らも共著. マガジンハウス, 1996.1 のち双葉文庫

翻訳
- フランスワ・ダヴィッド 文, マルク・ソラル 写真『くものかたち』ブロンズ新社, 2000.3

### 連載
- NHKステラ「吼えろタイガース」
- オレンジページ「おつきあい相談所」
- 産経新聞・夕刊「ホンマのほんま」
- 週刊ポスト「大阪芝居」
- 日経新聞「テレビウィッチ」
- hanshin now!「書かずにいられない日々」
- 双葉社webマガジン「気になるあいつ」

## 関連人物
- リリパットアーミーII
- 中島らも
- 桂吉朝
- 朝深大介
- コング桑田
- 生田朗子
- 野田晋市
- 千田訓子
- 上田 宏
- 谷川未佳
- 祖父江伸如
- 福井千夏